# Leioproctus boroniae
Leioproctus boroniae là một loài Hymenoptera trong họ Colletidae. Loài này được Cockerell mô tả khoa học năm 1921.